# ناحیه ولی، شهرستان گورنسی، اوهایو
ناحیه ولی، شهرستان گورنسی، اوهایو (به انگلیسی: Valley Township, Guernsey County, Ohio) یک سکونتگاه مسکونی در ایالات متحده آمریکا است که در شهرستان گورنسی، اوهایو واقع شده‌است.

## خصوصیات
ناحیه ولی ۵۸٫۶ کیلومترمربع مساحت و ۲٬۳۷۸ نفر جمعیت دارد و ۲۴۳ متر بالاتر از سطح دریا واقع شده‌است.